# Belvárosi templom (Szolnok)
A Belvárosi templom avagy Nagytemplom (hivatalosan Szentháromság római katolikus templom) római katolikus templom Szolnokon, a Templom utca 8. alatt.

## Története
Bezdiczky Ignác sótiszt 1718-ban költözött a városba, és a mai helyen egy szentélyszerű kápolnát építtetett a ferences barátok részére, úgy, hogy az később, bővíthető legyen. Az 1718-ban elkészült szentélyhez 1723–1729 között épült a hozzá kapcsolódó déli rész. 1736-ban lerakták a templomhajó alapjait. A barokk stílusú templomot és a rendházat, ami tulajdonképpen bővítés volt 1724–1757 között építették Giovanni Battista Carlone egri építész tervei szerint. A templom mai formáját a 19. században nyerte el.
A főkapu feletti, Szentháromságot ábrázoló szoborcsoport 1757-ben került a helyére.
Korán hozzá kellett kezdeni a felújításhoz, 1770-ben átépítették a tetőt.
A torony kilátója 1835-ben készült el, és ekkor aranyozták a toronytetőt is. Egy földrengés következtében azonban a torony megdőlt, és megsérült a szentély, ezért 1867-ben ismét egy nagyobb javítást kellett elvégezni. A 20. század végén ismét nagyszabású felújításba kezdtek, kívül-belül tatarozták.

## Stílusjegyek
A többszörösen keretelt orgonaablak a nyugati homlokzaton kapott helyet, ez a kapu fölött látható. A homlokzat két szélső részében lent záróköves szoborfülke, felettük erősen kiugró szemöldökű üvegezett ablak található. A homlokzatot timpanon zárja, alatta egy újabb szoborfülke látható, az oromfalmezőben pedig füles ablakok. Az alaptól, egészen az oromfalig felnyúló kettőzött párkányfejezetű falpillérek törik át az erősen kiugró főpárkányt. Feltűnően magas az ál-keresztboltozatokkal készített, négy boltszakaszos templomhajó. A három-három mellékoltárfülkét dór párkányfejezetes félpillérkötegek választják el egymástól. Gazdagon díszített a barokk szószék hangvetője, melyet két angyal tart, tetején a Jó Pásztor alakja, alatta a négy evangélista látható. A templomban tizenegy oltár van. Ezek közül az egyik, az első ismert szolnoki festő Stefanovits Máté munkája 1737-ből. A freskók 1819-ben készültek, a stációképek 19. századiak, a szentségtartó pedig 1745-ből való.

## Képek

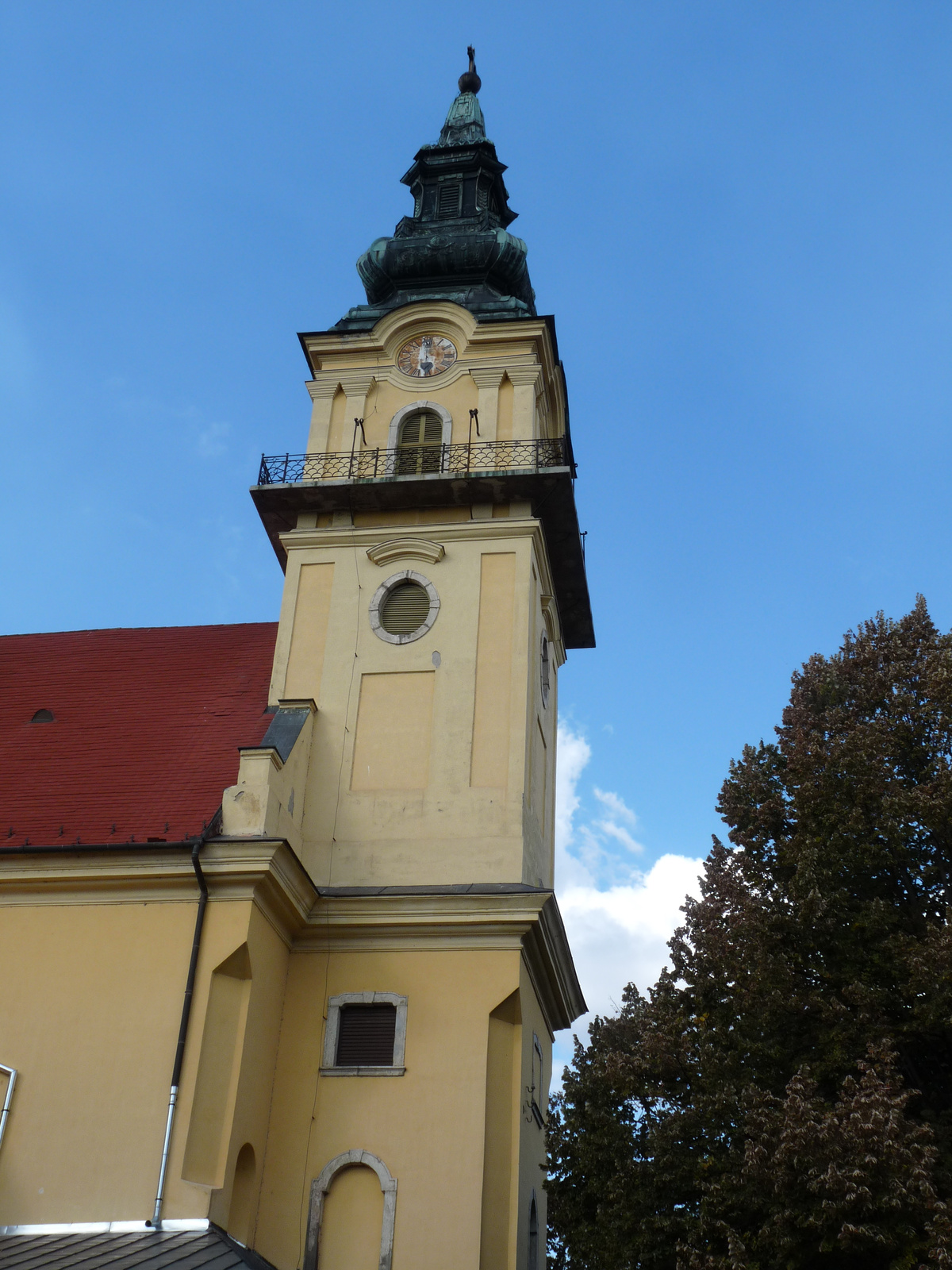
A templomtorony
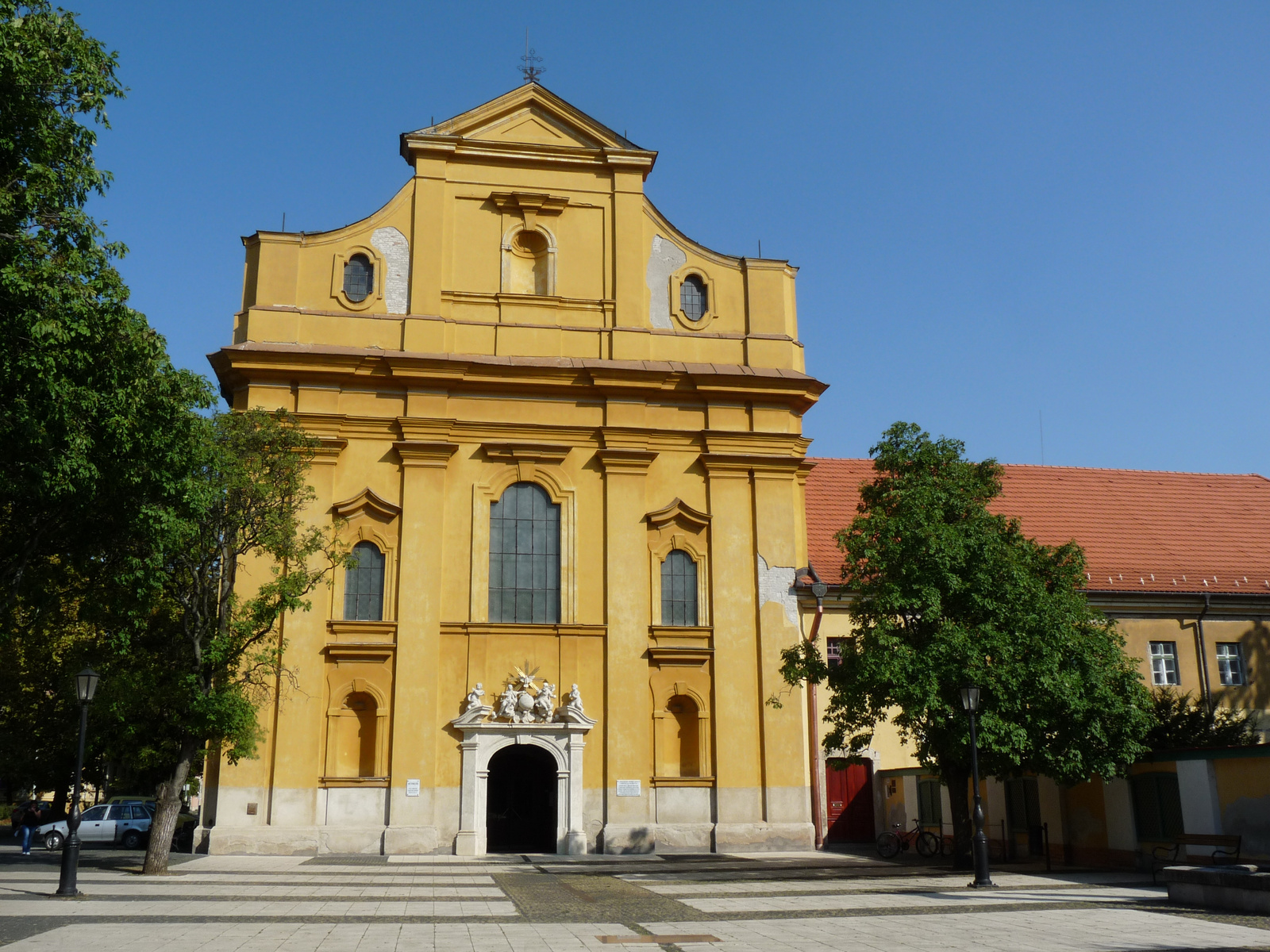
A nyugati homlokzat
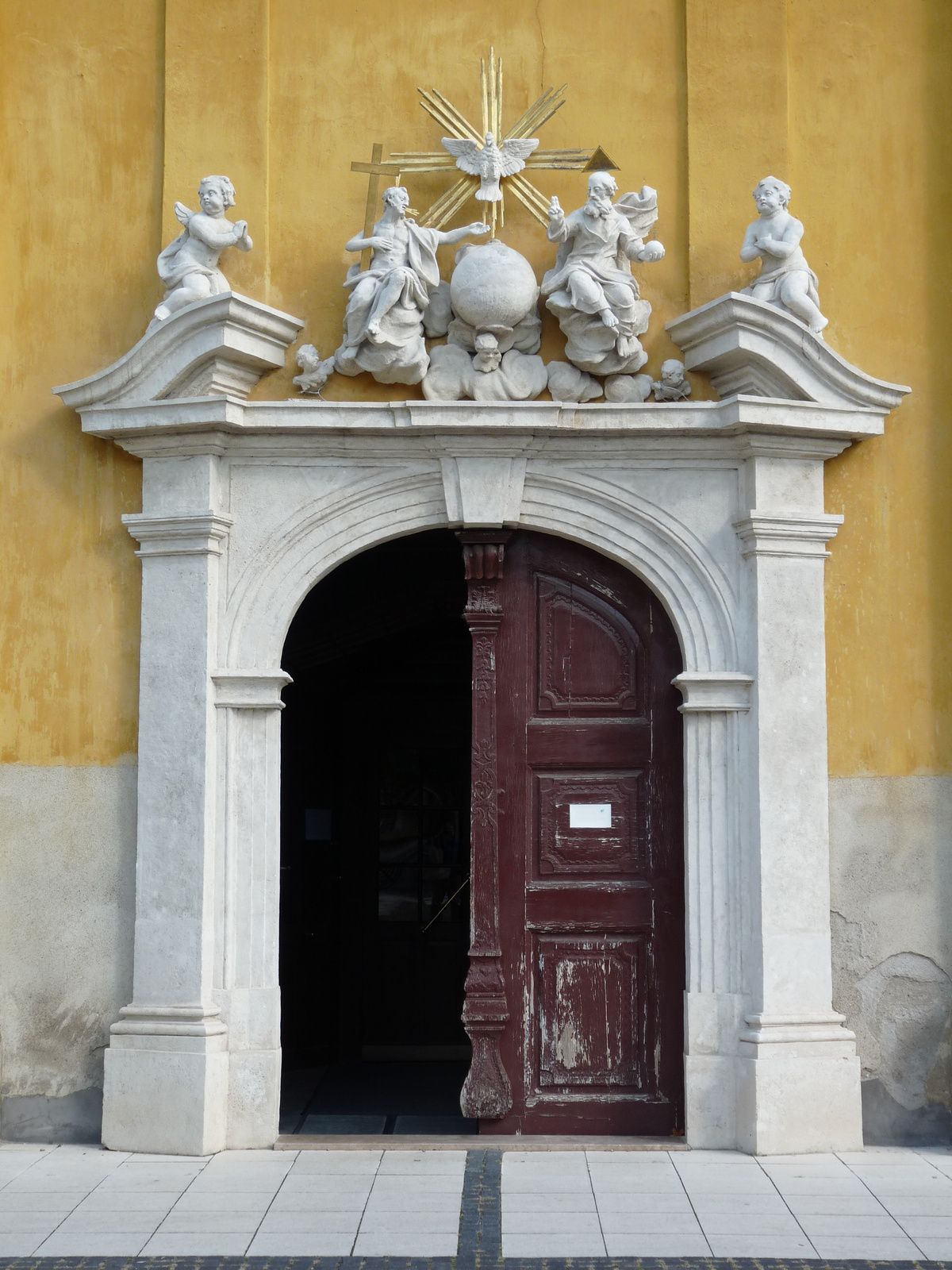
Ajtó
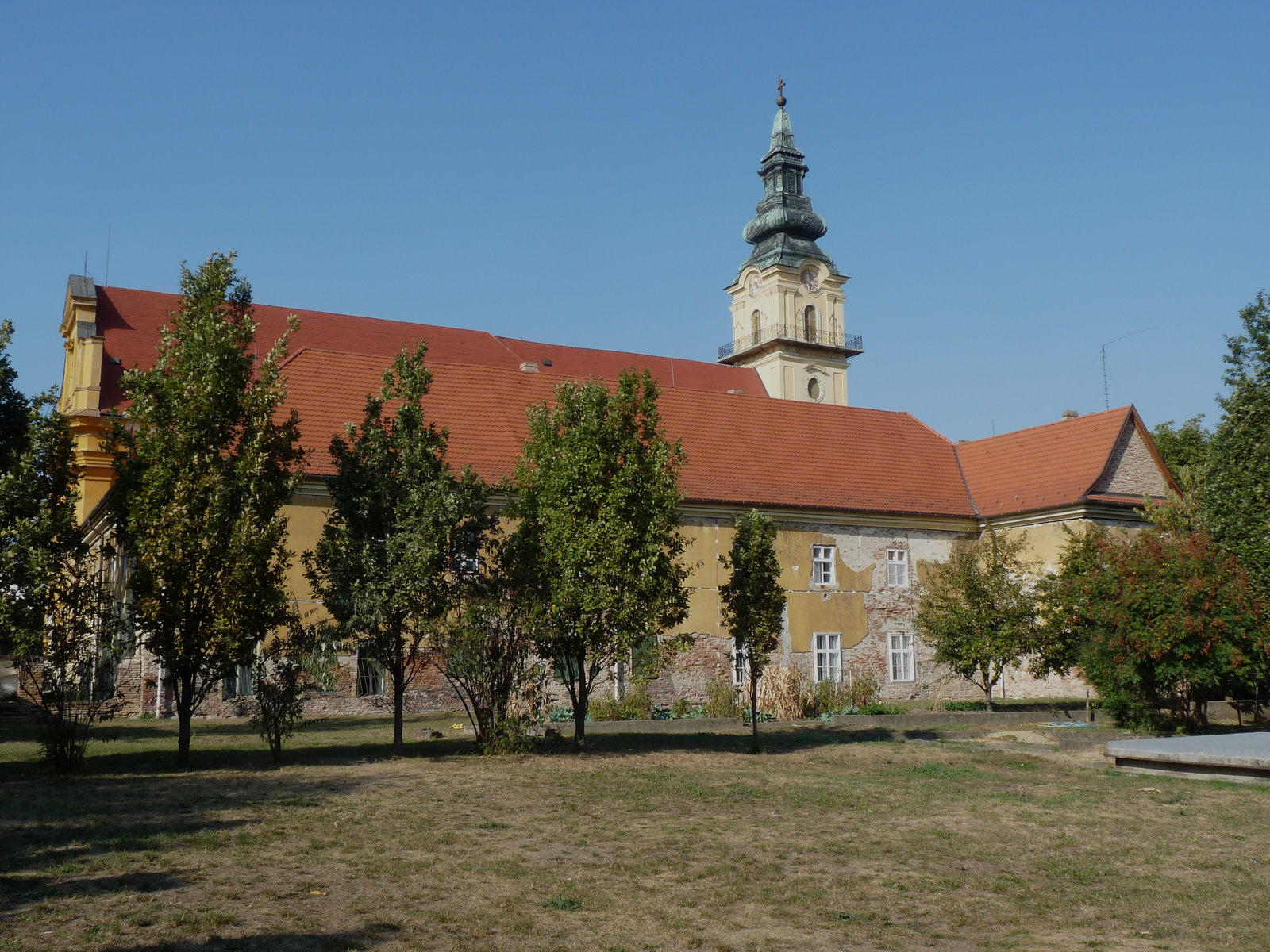
A déli oldal
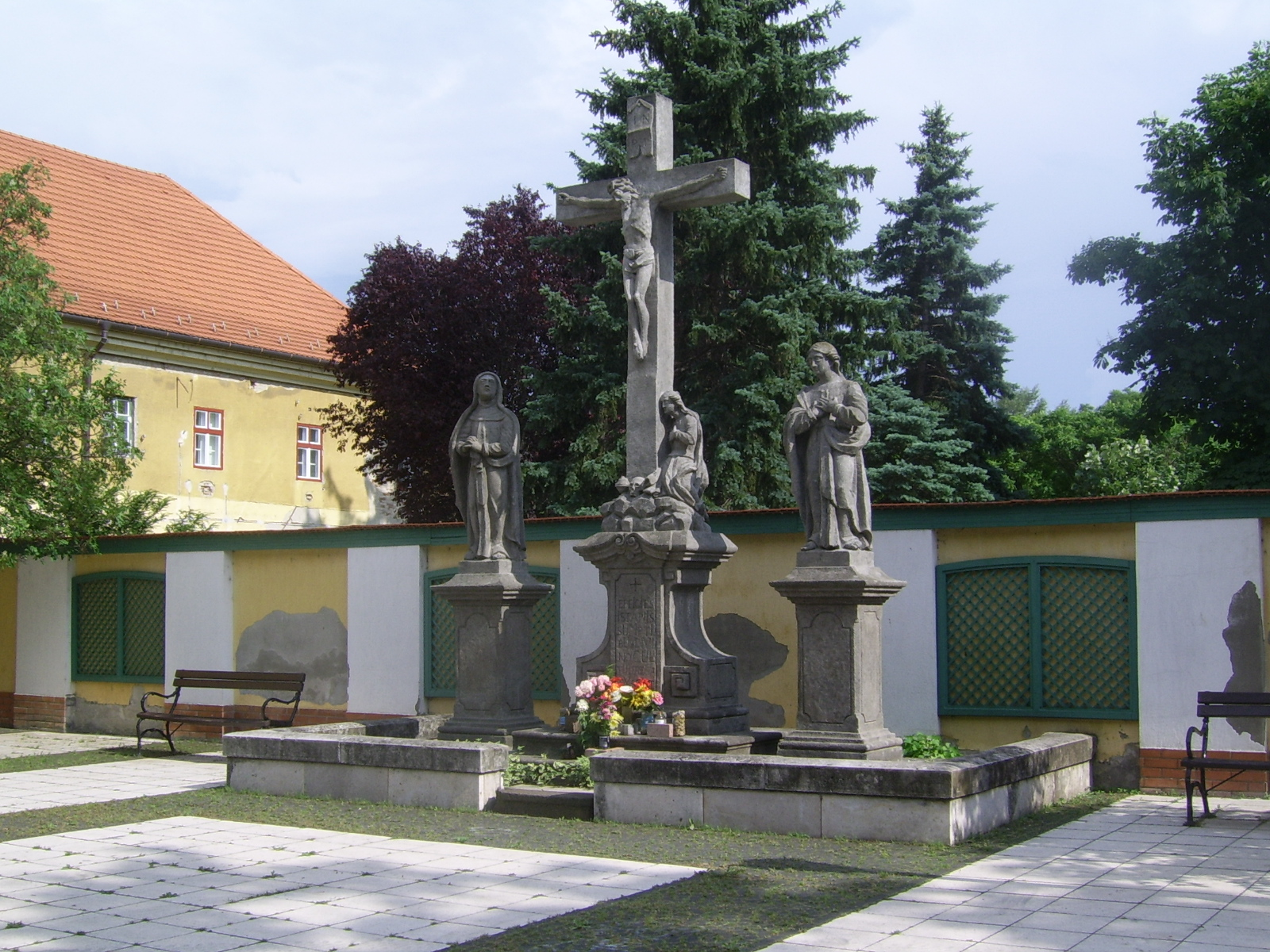
Feszület